# Guy Grimbert
Pour les articles homonymes, voir Grimbert.
Guy Grimbert, né le 5 octobre 1943 à Flers, ou Putanges-Pont-Écrepin, est un coureur cycliste français.

## Biographie
Guy Grimbert commence le cyclisme en 1961. Licencié à l'UV Caen, il a effectué la totalité de sa carrière avec le statut d'amateur ou d'indépendant. Son palmarès compte notamment un titre de champion de France indépendants, deux éditions du Circuit de la Sarthe, la classique parisienne Paris-La Ferté-Bernard ou encore une étape du Tour de Yougoslavie,. Il a été sélectionné en équipe de France amateurs.

## Palmarès
- 1964
  - 6e étape du Tour de Yougoslavie
- 1966
  - Paris-La Ferté-Bernard
- 1967
  - Circuit de la Sarthe
  - Le Havre-Rouen
  - 2e de Gisors-Eu
- 1968
  - Circuit de la Sarthe :
    - Classement général
    - 1re étape
- 1969
  -  Champion de France indépendants
  - Champion de Normandie indépendants
  - 3e du Grand Prix de Saint-Hilaire-du-Harcouët
- 1970
  - Champion de Normandie du contre-la-montre par équipes
  - 1re étape des Deux Jours de Caen
  - 3e du championnat de France du contre-la-montre par équipes